# دانيال فيشر (سياسي أمريكي)
دانيال فيشر (بالإنجليزية: Daniel Fischer)‏ هو سياسي أمريكي، ولد في 4 مارس 1952. حزبياً، نشط في الحزب الديمقراطي. وقد انتخب عضو جمعية ولاية ويسكونسن.